# Фонфрія (Самора)
Фонфрія (ісп. Fonfría) — муніципалітет в Іспанії, у складі автономної спільноти Кастилія-і-Леон, у провінції Самора. Населення — 923 особи (2010).

## Географія
Муніципалітет розташований на португальсько-іспанському кордоні.
Муніципалітет розташований на відстані близько 250 км на північний захід від Мадрида, 35 км на північний захід від Самори.
На території муніципалітету розташовані такі населені пункти: (дані про населення за 2010 рік)
- Арсільєра: 55 осіб
- Бермільйо-де-Альба: 150 осіб
- Бранділанес: 72 особи
- Кастро-де-Альканьїсес: 93 особи
- Сеадеа: 96 осіб
- Фонфрія: 201 особа
- Форнільйос-де-Алісте: 143 особи
- Моверос: 113 осіб
- Сальто-де-Кастро: 0 осіб

## Демографія
Динаміка населення (INE ):

## Галерея зображень

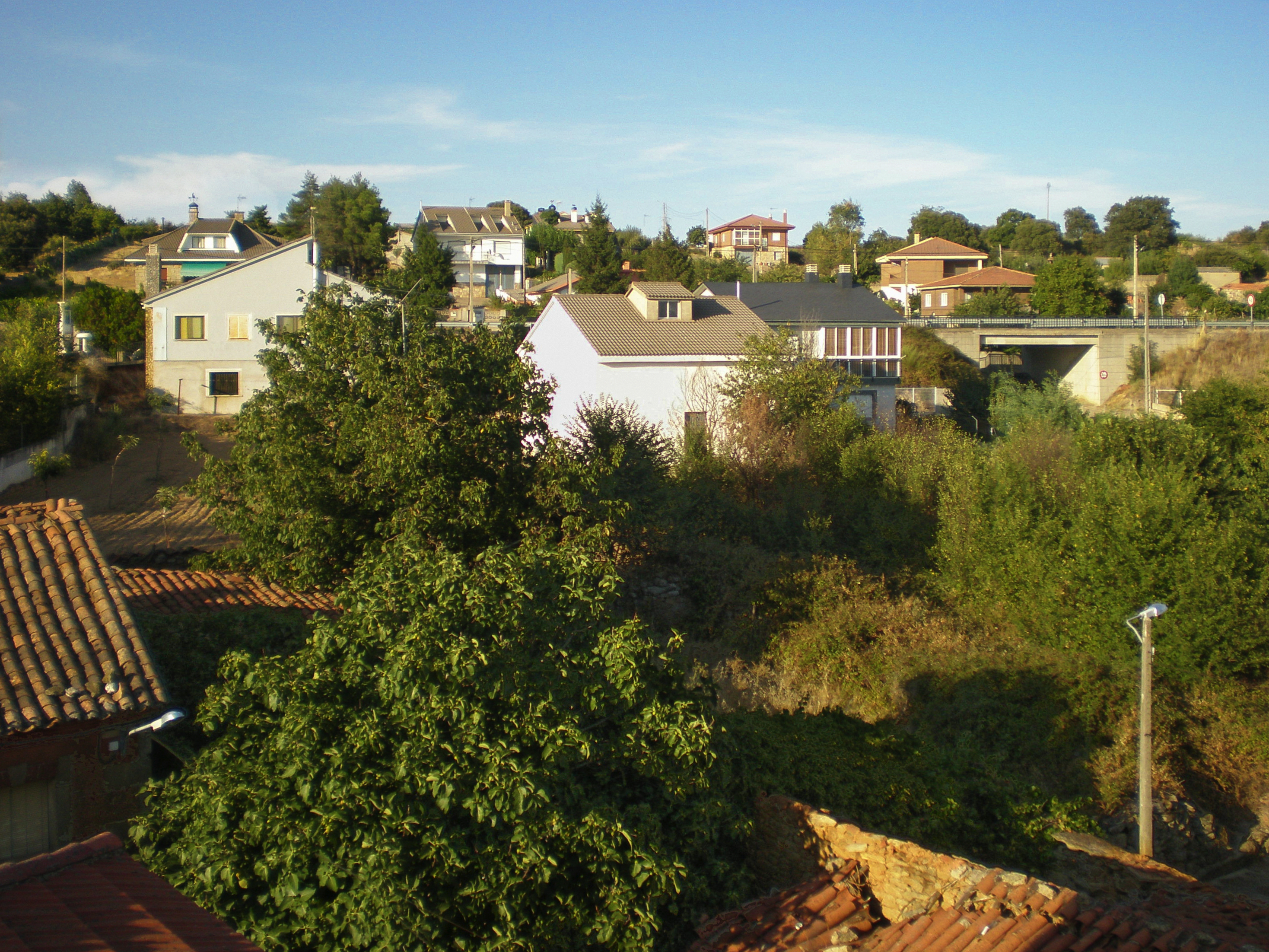
Північ Фонфрії
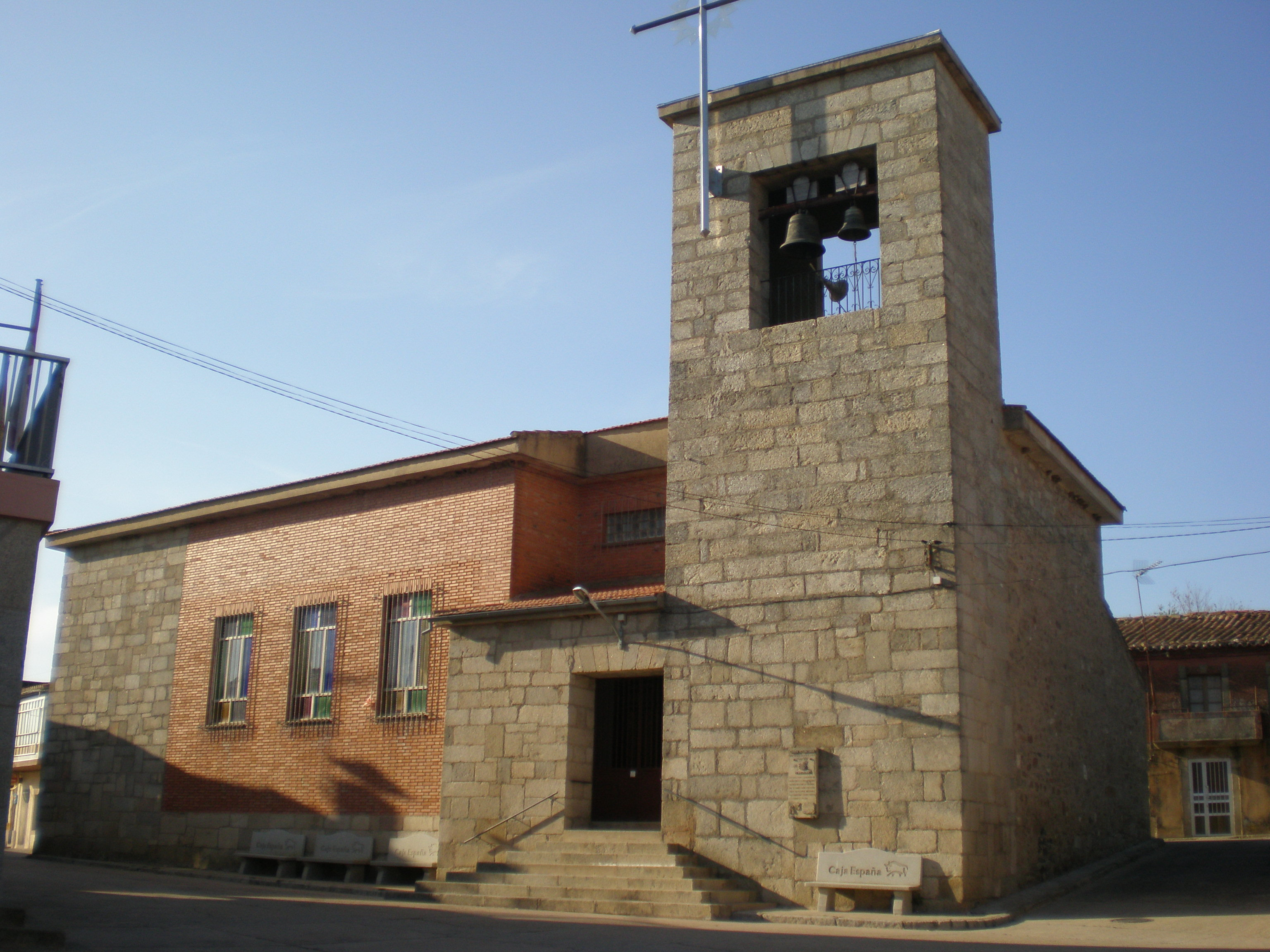
Парафіяльна церква Санта-Марія-Магдалена
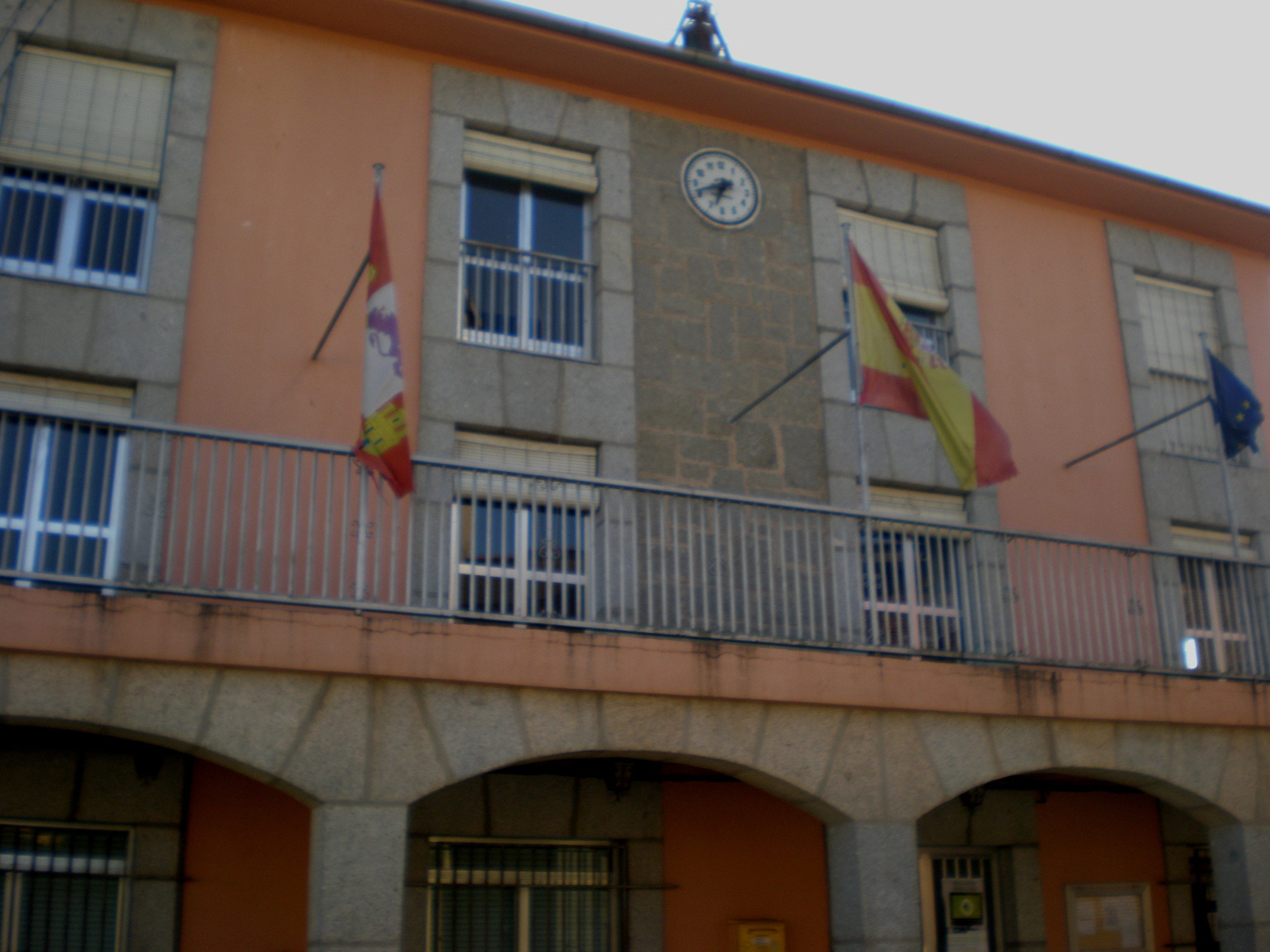
Муніципальна рада